# Casa Museo José Quiñones
La Casa Museo Héroe Cap. FAP José Quiñones es una casa museo ubicada en el distrito de Pimentel, departamento de Lambayeque, dedicado al héroe de la aviación peruana José Abelardo Quiñones Gonzáles.

## Descripción
El espacio museístico ha sido instalado en la que fue la casa natal de Quiñones en Pimentel, una vivienda hecha en  caña, conchuelo (piedra, cemento, arena), yeso y vigas de algarrobo declarada Monumento Histórico Cultural.
En el museo, dividido en cinco salas, se exhiben fotografías de Quiñones. También se conserva el mobiliario original de la casa, la cama de bronce, su tocador con lavatorio,  piezas de la vajilla, el juego de comedor y algunos sillones con decorados de mármol. En el patio del fondo se ha instalado un pedestal con la estatua del héroe y placas de diferentes instituciones en su homenaje. Cuenta además con una pequeña biblioteca.